# Karl Quasebart
Karl Quasebart (* 8. Juli 1882 in Aachen; † 24. Mai 1949 in Berlin) war ein deutscher Unternehmer und Wehrwirtschaftsführer.

## Leben
Seine Eltern waren Josef Quasebart (Direktor der Chemischen Fabrik Rhenania AG in Stolberg) und dessen Ehefrau Cäcillie geb. Hermanns. Karl war seit 1925 verheiratet mit Rose geb. Frommel. Sie war die Enkelin von Emil Frommel. Karl besuchte das Realgymnasium in Aachen, studierte anschließend Hüttenkunde an der Technischen Hochschule Aachen (Diplom 1904), promovierte 1908 ebenda mit dem Thema „Vergasungsversuche mit dem Morgan-Generator“ und war danach als Ingenieur bei der Maschinenfabrik Ehrhardt & Sehmer beschäftigt. Anschließend war er Betriebsleiter bei Carl Tielsch, einer zu St. Gobain gehörenden Spiegelglasmanufaktur bei Altwasser/Schlesien, tätig. Von 1910 bis 1918 war Karl Quasebart Professor für konstruktive Hüttenkunde, Glashütten- und Feuerungskunde an der TH Aachen. Kurz nach Kriegsende 1918 trat er eine Stelle als Direktor der Brennstoffversorgungs AG an. Zugleich fungierte Quasebart als Vorstandsvorsitzender der Auergesellschaft AG und war Mitglied zahlreicher Aufsichtsräte.
Quasebart war maßgeblich an der Gründung der Wärmetechnischen Beratungsstelle der Deutschen Glasindustrie beteiligt und befasste sich später u. a. mit der Umstellung der Gasmaskenproduktion für Friedenszwecke. Während des Dritten Reichs wurde er zum Wehrwirtschaftsführer ernannt und war im Rüstungsministerium Beauftragter für die Gasmaskenherstellung.
Quasebart war Vorstandsmitglied der deutschen Glastechnischen Gesellschaft. Er war Mitglied des Kuratoriums des Instituts für Silikatforschung der Kaiser-Wilhelm-Gesellschaft. Er gehörte auch dem Verein Deutscher Ingenieure (VDI) sowie dem Aachener Bezirksverein des VDI an.